# Tuzie
Tuzie is een plaats en voormalige gemeente in het Franse departement Charente in de regio Nouvelle-Aquitaine en telt 128 inwoners (2005). De plaats maakt deel uit van het arrondissement Confolens.

## Geschiedenis
De gemeente werd op 1 januari 2019 opgeheven en opgenomen in de gemeente Courcôme.

## Geografie
De oppervlakte van Tuzie bedraagt 2,4 km², de bevolkingsdichtheid is 53,3 inwoners per km².
De onderstaande kaart toont de ligging van Tuzie met de belangrijkste infrastructuur en aangrenzende gemeenten.

## Demografie
Onderstaande figuur toont het verloop van het inwonertal.